# Xinjiangovenator
Xinjiangovenator parvus  is een theropode dinosauriër, mogelijk behorend tot de groep van de Maniraptora, die in het Vroege Krijt leefde in het gebied van de huidige China. 

## Vondst en naamgeving
De typesoort Xinjiangovenator parvus is in maart 2005 beschreven door Xu Xing en Oliver Rauhut. De geslachtsnaam is afgeleid van Xinjiang en het Latijnse venator, "jager". De soortaanduiding betekent "de kleine" in het Latijn. Het geheel kan dus gelezen worden als "kleine jager uit Xinjiang".
Het fossiel, holotype IVPP 4024-2, bestaat uit een enkel gedeeltelijk bewaard gebleven rechteronderbeen, al in 1964 gevonden in de Lianmuginformatie waarvan de datering niet al te precies is: Aptien-Albien. Het scheenbeen, drie stukken van het kuitbeen, het calcaneum en het sprongbeen zijn bekend; de voet ontbreekt. Het materiaal werd in 1973 door Dong Zhiming toegeschreven aan Phaedrolosaurus, maar dat is een vorm die alleen van een enkele tand uit een andere locatie bekend is en door Xu en Rauhut beschouwd werd als een nomen dubium. Daarom werd voor het onderbeen een apart geslacht gecreëerd.

## Beschrijving
Het scheenbeen heeft een lengte van 312 millimeter wat duidt op een lichaamslengte van ruim drie meter.
De beschrijvers wisten twee onderscheidende eigenschappen vast te stellen. De buitenste onderste gewrichtsknobbel van het scheenbeen, steekt verder naar achteren uit dan de buitenste bovenzijde. Het kuitbeen heeft een lengtegroeve op de voorzijde van de onderkant.
Anders dan Dong in 1973 aangaf, is het scheenbeen niet met het kuitbeen of het astragalocalcaneum, de vergroeiing van sprongbeen en calcaneum, versmolten. Het scheenbeen is recht en vrij slank maar onderaan niet extreem vernauwend.

## Fylogenie
De precieze positie van de soort in de stamboom is lastig te bepalen gebleken vanwege het fragmentarisch karakter van het fossiel. De beschrijvers plaatsen Xinjiangovenator als Maniraptora incertae sedis. Volgens het benoemende artikel is Xinjinagovenator verwant aan Bagaraatan binnen de Paraves. Bagaraatan is echter door sommige studies in de Tyrannosauroidea geplaatst, dus buiten de Maniraptora. Xinjiangovenator lijkt in ieder geval te behoren tot de meer omvattende groep van de Coelurosauria. Latere analyses duiden op een basale plaatsing in de Coelurosauria.